# Nick Perry
Nick Perry (Detroit, 12 aprile 1990) è un giocatore di football americano statunitense che gioca nel ruolo di linebacker per i Green Bay Packers della National Football League (NFL). Fu scelto dai Packers come 28º assoluto del Draft NFL 2012. Al college ha giocato a football a USC.

## Carriera professionistica

### Green Bay Packers
Il 16 dicembre 2011, Perry annunciò la sua decisione di rendersi eleggibile per il Draft 2012. Egli venne classificato come uno dei migliori prospetti tra i pass-rusher dell'annata, pronosticando una probabile scelta nel primo giro. Il 26 aprile 2012, Perry fu scelto come 28º assoluto dai Green Bay Bay Packers.
Nella prima gara come professionista, persa contro i San Francisco 49ers, Perry mise a segno 8 tackle. Nella settimana 3 Perry mise a segno il suo primo sack in carriera ai danni di Russell Wilson dei Seattle Seahawks. Nella settimana 5 contro gli Indianapolis Colts Nick mise a referto un altro sack su Andrew Luck. Nella settimana successiva si infortunò concludendo in anticipo la sua stagione da rookie con 18 tackle e 2 sack.
Nella settimana 5 della stagione 2013, Perry mise a segno due sack contribuendo alla vittoria sui Detroit Lions. Nella settimana 13, ancora contro i Lions, fece registrare un altro sack e forzò un fumble ma i Packers questa volta uscirono sconfitti dal Ford Field. La sua seconda annata si concluse con 28 tackle, 4 sack e 3 fumble forzati.
I primi due sack del 2014, Perry li fece registrare nel Thursday Night della settimana 4 contro i Vikings. L'11 gennaio 2015 ne mise a segno 1,5 su Tony Romo nel divisional round dei playoff vinto contro i Dallas Cowboys, con Green Bay che si qualificò per la finale della NFC.

## Statistiche
| Partite totali      | 17  |
| Partite da titolare | 11  |
| Tackle totali       | 46  |
| Sack                | 6,0 |
| Intercetti          | 0   |
| Fumble forzati      | 3   |

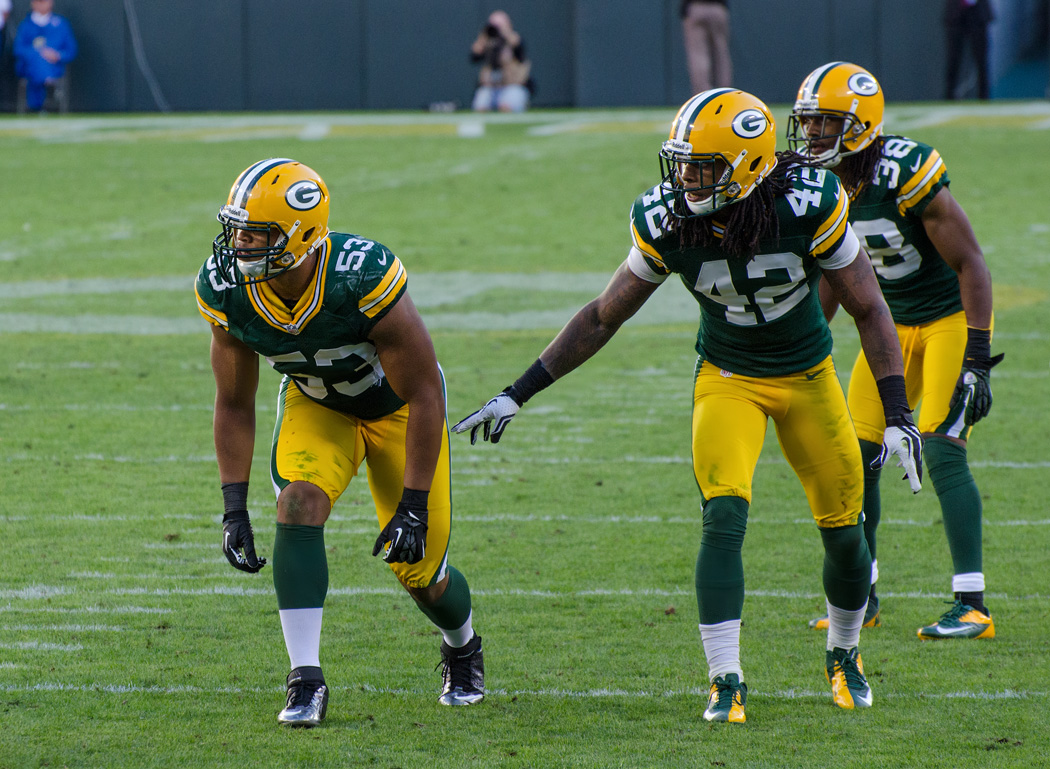
Nick Perry del 2012.

Statistiche aggiornate alla stagione 2013